# Llengües malibú
Les llengües malibú són un conjunt de llengües i dialectes molt pobrament documentades parlades al llarg del riu Magdalena en Colòmbia. Únicament es conserva algun testimoniatge per a dos d'aquestes llengües, el malibú i el mocana, per la qual cosa s'ignora tant el nombre total de llengües com el grau d'intel·ligibilitat mútua entre diferents dialectes.

## Classificació
Alguns autors relacionen les llengües malibú amb el chimila. No obstant això, el chimila es classifica actualment com una llengua txibtxa. Tanmateix, Adelaar y Muysken (2004) assenyalen que el parentiu entre el chimila i les llengües malibú no té un suport documental sòlid, ni tampoc el possible parentiu entre el malibú i el txibtxa i per aquesta raó deixen a les llengües malibú com a llengües no classificades.
Tampoc se sap si totes les llengües denominades malibú formaven una família filogenèticament vàlida, ja que diverses de les llengües no estan documentades.

### Llengües de la família
Rivet inicialment va considerar raonable l'existència d'almenys tres llengües malibú:
- Malibú, parlat prop del riu Magdalena entre Tamalameque i Tenerife,
- Mocana, parlat a la regió a l'est de Cartagena d'Índies
- Pacabuey, també anomenat Sompallón o malibú de la Llacuna, parlat prop del llac Zapatoza

A aquesta llista, Loukotka afegeix seix varietats més que considera com a llengües diferents (i exlcuye al Chimila):
- Papale, parlat en el riu Fundación
- Coanoa o Guanoa, parlat en el riu Cesar
- Zamirua, parlat al riu Ariguaní
- Cospique, parlat a algun lloc del Departament del Magdalena
- Mompox, parlat prop de la ciutat de Santa Cruz de Mompox
- Calamari, parlat al llarg de la costa sud de Cartagena, fins a Coveñas.

## Vocabulari
Rivet proporciona una breu llista de paraules del malibú i el mocana, encara que no distingeix quines formes pertany a cadascuna de les dues llengües. Una mostra d'aquest vocabulari és la següent:
tahana - 'manzanilla'
malibú - 'cap, cacic'
man - 'barca petita'
ytaylaco/yteylaco/yntelas/ytaylas - 'dimoni, deïtat'
kalimboor - 'posició, lloc, ubicació'
entaha/enbutac - 'iuca'